# Il sonno della ragione genera mostri
Il sonno della ragione genera mostri (El sueño de la razón produce monstruos) è un'acquaforte e acquatinta realizzata nel 1797 dal pittore spagnolo Francisco Goya e facente parte, come foglio n° 43, di una serie di ottanta incisioni intitolata Los caprichos, pubblicata nel 1799.

## Storia
Francisco Goya realizzò Il sonno della ragione genera mostri come parte del ciclo de Los caprichos (I capricci), una serie di ottanta opere ritraenti – in chiave allegorica, umoristica e satirica – vizi e miserie umane, ma anche soggetti fantastici o grotteschi.
La tavola del Capriccio 43 fu preceduta da due disegni preparatori. La prima tavola, senza titolo, rappresenta una figura che, addormentatasi su una sorta di scrittoio, viene osservata dagli occhi sbarrati di quattro figure, delle quali una riproduce le fattezze del Goya. Il secondo bozzetto, invece, reca due scritte che rispondono alla grafia del Goya. La prima recita «Idioma universal. Dibujado y grabado por Francisco de Goya. Año 1797» (Lingua universale. Disegnato e inciso da Francisco Goya nell'anno 1797); nella seconda, invece, si legge «El autor soñando. Su intento solo es desterrar vulgaridades perjudiciales y perpetuar con esta obra de Caprichos, el testimonio sólido de la verdad. 1797» (L'autore nel sonno. Il suo intento è quello di scacciare le dannose volgarità e di perpetuare, con opere come i Capricci, la solida testimonianza della verità).

## Descrizione
Il Capriccio n. 43, in particolare, sembra direttamente provenire dall'immaginifica fantasia del Goya: si tratta proprio de Il sonno della ragione genera mostri, una formula figurativa abile ed erudita che, essendo vincolata direttamente al vissuto esistenziale dell'artista, si presenta all'osservatore con un'estetica diretta ed intellegibile, in grado di agire sulla sua memoria iconografica conscia e inconscia.

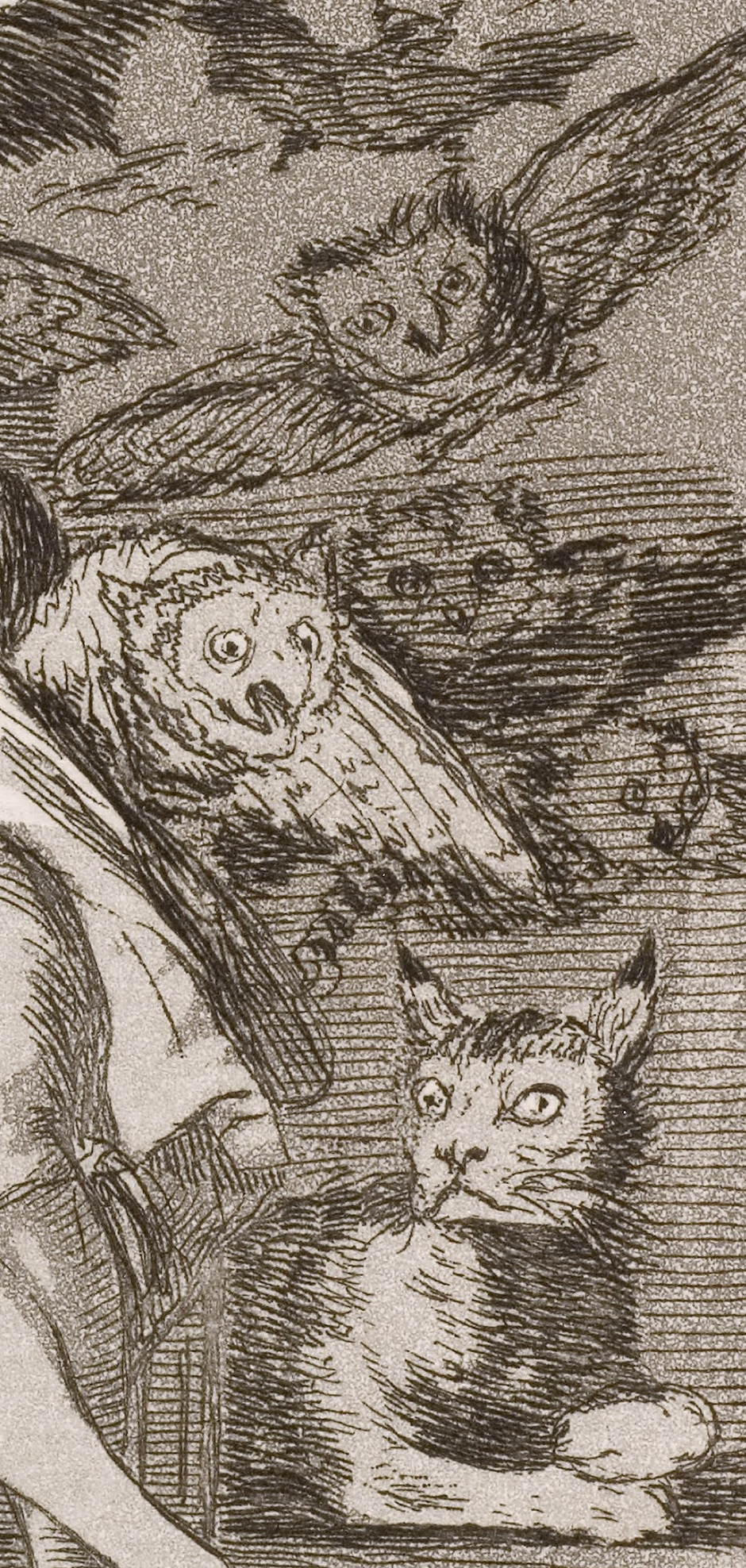
Dettaglio dei monstruos

La scena raffigura, proprio al centro della composizione, un uomo sprofondato nel sonno, con la testa appoggiata di lato su un tavolo; quest'ultimo è rivolto verso l'osservatore e reca una scritta in lingua spagnola, «El sueño de la razón produce monstruos» («Il sonno della ragione genera mostri»). Essendo la ragione sprofondata nel torpore del sueño, il dormiente (probabilmente Goya stesso) genera un inferno terreno di bestie mostruose, dai connotati spiccatamente negativi, secondo i dettami dell'abbondante tradizione iconografica di questi animali. Seguendo pedissequamente il titolo l'opera è appunto suddivisa in due parti: da una parte vi troviamo il sueño de la razón, mentre dall'altra sono presenti i monstruos. Il dormiente, infatti, viene oppresso come in un incubo da sinistri uccelli notturni, inquietanti volti ghignanti e da un diabolico felino (forse una lince), che, in posizione di sfinge, fissa l'osservatore con stupefatta incredulità: queste creature, come suggerito dal titolo, sono in realtà prodotte dalla stessa mente dell'uomo addormentato.

## Significato
Esistono tre manoscritti contemporanei che spiegano il soggetto dell'opera. Uno di questi, conservato nel Museo del Prado è ritenuto autografo di Goya ed esprime un parere sul ruolo dell'arte. È lo stesso Goya ad indicarci il significato della sua opera in questo scritto detto Commento di Alaya:
Secondo Goya, dunque, la fantasia è alla base di tutte le creazioni. Se questa è lasciata delirare in maniera incontrollata, senza il supporto della ragione, condurrà ai mostri e a tanti elementi inesistenti; se, invece, la ragione è sveglia e si unisce alla fantasia, in un intimo connubio tra regola e genio, si dà vita a uno strumento dalla potenza inesauribile. I mostri, infatti, simboleggiano proprio quelle forme e quei processi mentali che, relegati negli abissi del subconscio, dopo il sonno della ragione hanno potuto finalmente palesarsi: l'uomo, in questo modo, non è oppresso da forze esterne, bensì è in conflitto con sé stesso, travagliato da queste orribili visioni scaturite dalla sua anima.
Gli altri due manoscritti (in particolare un manoscritto conservato nella Biblioteca Nacional de España) sono anonimi e suggeriscono un'interpretazione più scomoda per l'epoca dell'artista, che può riferirsi alle dottrine razionaliste dell'illuminismo diffuse dalla Rivoluzione francese.
(Anonimo, manoscritto conservato alla Biblioteca Nacional. Testo originale in Helman, op. cit., p.221)